# Bernitzgrün
Bernitzgrün ist ein Gemeindeteil des Ortsteils Breitenfeld der Stadt Markneukirchen im sächsischen Vogtlandkreis. Er kam mit der Gemeinde Breitenfeld am 1. März 1994 zur Stadt Markneukirchen.

## Geografie

### Lage
Bernitzgrün liegt im Süden des sächsischen Teils des historischen Vogtlands bzw. Oberen Vogtlands. Er gehört zum Naturpark Erzgebirge/Vogtland. Im Norden und Nordosten geht die Bebauung des Ortes unmittelbar in die des Hauptorts Breitenfeld über.

### Nachbarorte
|             |                                             | Breitenfeld |
|             | Kompassrose, die auf Nachbargemeinden zeigt |             |
| Siebenbrunn | Markneukirchen                              | Wohlhausen  |

## Geschichte
Bernitzgrün wurde im Jahr 1378 unter dem Namen „Bernhartesgrün“ erwähnt. Die Streusiedlung in der südlichen Breitenfelder Flur ist im Jahr 1466 als Wüstung genannt. 1499 nutzten die adlige Familie Tosse und die Bauern zu Wohlhausen die Wüstung als Weideland. Um 1542 war die Wüstung Bernitzgrün teilweise wieder bebaut. 1557 zählte der Ort „zwei bessene Mann“. Vermutlich kam Bernitzgrün kurze Zeit später in festen Besitz des Ritterguts Breitenfeld, das zu dieser Zeit der Familie Tosse (auch: „von Thoss“ genannt) gehörte. Das große Schafhaus des Ritterguts entstand in der oberen Bernitzgrün. Im Laufe des 17. und 18. Jahrhunderts wurde der Ort wieder besiedelt. Bernitzgrün gehörte bis 1856 zum kursächsischen bzw. königlich-sächsischen Amt Voigtsberg, nach 1856 zum Gerichtsamt Markneukirchen und ab 1875 zur Amtshauptmannschaft Oelsnitz.
Durch die zweite Kreisreform in der DDR kam Bernitzgrün als Ortsteil von Breitenfeld im Juli 1952 zum Kreis Klingenthal im Bezirk Chemnitz (1953 in Bezirk Karl-Marx-Stadt umbenannt), der im Jahr 1990 als sächsischer Landkreis Klingenthal fortgeführt wurde und 1996 im Vogtlandkreis aufging.
Mit der Eingemeindung der Gemeinde Breitenfeld in die Stadt Markneukirchen wurde Bernitzgrün am 1. März 1994 ein Gemeindeteil von Markneukirchen.

## Öffentlicher Nahverkehr
Der Ort ist mit der vertakteten RufBus-Linie 33 des Verkehrsverbunds Vogtland an Markneukirchen angebunden.